# Nicoloso de Malte
Nicoloso de Malte est le 4e comte de Malte entre 1232 et 1282.
Il succède à son père Enrico Pescatore comme comte de Malte et appartient donc à la dynastie génoise qui gouverne l'archipel maltais depuis le début du XIIIe siècle. La date exacte de son accession au pouvoir n'est pas connue mais il est déjà comte en 1232. 
Le pouvoir de Nicoloso est sans doute limité durant son règne par de nombreux fonctionnaires dépendants du pouvoir royal qui administrent en partie les îles. On connaît en particulier les noms de Paolino de Malte entre 1235 et 1240 et surtout de Gilberto Abate en 1241 dont on a conservé le rapport sur Malte qu'il remit à la cour de Sicile. Il est même possible que Malte ait par moments réintégré le domaine royal.
Après la mort de Frédéric II, il semble que Nicoloso s'oppose à son successeur, Manfred Ier de Sicile. Finalement un traité entre les deux parties est signé à Melfi en 1257, Nicoloso reste comte mais perd le contrôle de la garnison. À l'arrivée des Angevins au pouvoir en Sicile, Nicoloso perd peut-être son titre, mais le retrouve rapidement.
Il semble que ce soit à cette période que la noblesse locale maltaise commence à se constituer et jouer un rôle de contre-pouvoir, notamment par des pétitions envoyées au pouvoir royal. 
Nicoloso meurt très âgé, sans doute entre 1281 et 1290, même si son fils Andreas lui a déjà succédé officiellement en 1282 après les Vêpres siciliennes. On lui connaît également un autre fils, Perino, qui était déjà décédé en 1282.

## Sources
- (en) Charles Dalli, Malta, The Medieval Millennium, Malte, Midsea Books ltd, coll. « Malta's Living Heritage », 2006 (ISBN 99932-7-103-9)